# 埃斯科里韦拉
埃斯科里韦拉，是西班牙阿拉贡自治区特鲁埃尔省的一个市镇。总面积57平方公里，总人口210人（2001年），人口密度4人/平方公里。